# Nicolas E. Esposto
Nicolas E. Esposto (Génova 19 de noviembre de 1877 -1942) botánico y farmacéutico peruano nacido en Italia.

## Honores

### Epónimos
Géneros
- (Cactaceae) Espostoa Britton, Rose & W.T.Marshall 1941[1]

- (Cactaceae) Espostoopsis Buxb. 1968[2]
- La abreviatura «Esposto» se emplea para indicar a Nicolas E. Esposto como autoridad en la descripción y clasificación científica de los vegetales.[3]